# Bonifaci de Fulda
Bonifaci (en llatí: Bonifacius; en alemany: Bonifatius; 672 - 5 de juny del 754), anomenat també l'apòstol dels alemanys, nascut Winfrid o Wynfrith a Crediton, Devon, Anglaterra, fou un missioner, sant i màrtir, que propagava el cristianisme en l'Imperi Franc durant el segle viii. Moria a Frísia.
És celebrat el 5 de juny, el dia del seu martiri, pels catòlics i els ortodoxos. No s'ha de confondre amb altres sants bisbes del mateix nom, ni amb els màrtirs Bonifaci, les festivitats dels quals són el 2 i el 25 de juliol.

## Vida
Winfrith va néixer cap al 672 a Crediton, al regne de Wessex, descendent d'una família noble anglosaxona. Educat a les abadies benedictines d'Exeter i Nursling, va ingressar a l'orde i esdevingué prefecte de l'escola monàstica, on va escriure una gramàtica i un llibre de prosòdia. Poc després, va ser elegit abat.
Va rebre de Carles Martell l'encàrrec d'evangelitzar els territoris de Turíngia i Hesse, on els pobladors havien refusat als primers missioners irlandesos. El 716 va iniciar una missió evangelitzadora a Frísia, que va fracassar, en part per les expectatives que tenia. Tot i que era l'abat de la comunitat, va demanar al papa Gregori II d'anar com a missioner a Frísia. El papa fa afegir llavors, el 15 de maig de 721, l'epítet Bonifacius (el de les bones accions) al seu nom. Bonifaci va marxar i va predicar a Turíngia i, juntament amb Willibrord, a Frísia. El 721 era a Hesse, on va fundar el monestir d'Amoeneburg.
El 722, durant el seu segon viatge a Roma, hi fou consagrat com a bisbe. De retorn a la Germània, a Geismar va tallar el roure sagrat de Tor, principal santuari de la població, encara pagana. La llegenda diu que, en donar-li el primer cop de destral, un fort vent s'aixecà i va fer caure l'arbre. La població, en veure que Tor no s'havia venjat ni havia fet mal a Bonifaci, va acceptar que el nou déu era més poderós i es convertí al cristianisme. Amb la fusta de l'arbre, Bonifaci edificà una capella. Es considera aquest episodi com el començament del cristianisme a la Germània.
En 732, en el tercer viatge a Roma, el papa el nomenà arquebisbe i vicari papal dels nous territoris evangelitzats. Bonifaci va organitzar les comunitats cristianes de Baviera, Alamània, Hesse i Turíngia, fixant els límits de les diòcesis i creant una estructura ferma, amb basada en els centres de Passau, Salzburg, Freising i Ratisbona; després s'hi afegirien Würzburg, Buraburg, Erfurt i Eichstätt. En 744 va fundar el monestir de Fulda i va ser llegat de l'Església Franca occidental. El 748 creà la diòcesi de Magúncia com a diòcesi de la missió, i se'n feu bisbe.
En 754 va tornar a Frísia, per tal de continuar la seva missió. Hi va batejar un gran nombre de persones, a les quals va convocar prop de Dokkum, entre Franeker i Groningen, per confirmar-les. Va aparèixer, però, un grup de gent armada que mataren el bisbe i 52 companys més a cops d'espasa i llança, a la ribera del riu Borne: era el 5 de juny de 754. Segons la seva llei (la Lex Frisionum), els frisons tenien el dret de matar-lo, ja que havia destruït el seu santuari. Altres fonts diuen que el van matar pensant que al seu bagatge tindria riqueses i or, i que només hi van trobar els llibres litúrgics. En un dels cops, van travessar el còdex que el bisbe portava i que havia fet servir per a protegir-se: així es va originar la representació habitual del sant.

## Sant Bonifaci i Hispània
Sant Bonifaci és considerat, per alguns autors (E. A. Thompson), com al primer anglès que va tractar la caiguda del regne visigot a la península Ibèrica. Entre els anys 746 - 747, Sant Bonifaci hauria enviat una carta al rei Æthelbald de Mèrcia exposant que la degeneració moral dels gots i les seves pràctiques homosexuals eren les causes de la seva desaparició davant de l'expansió musulmana.

## Galeria

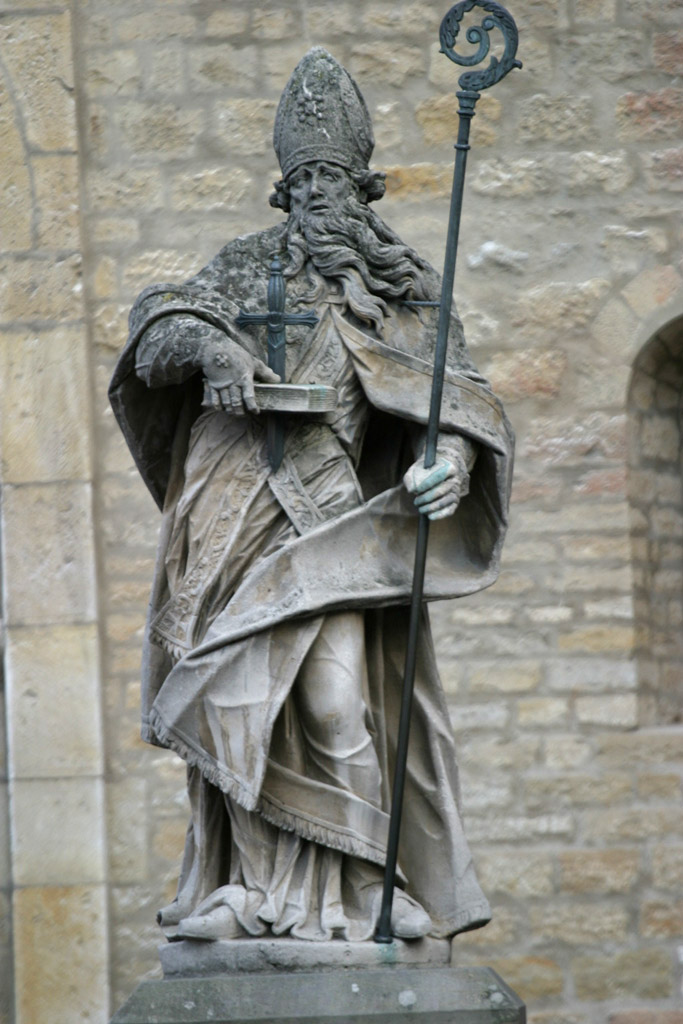
Escultura del s. XVII a la Catedral de Magúncia
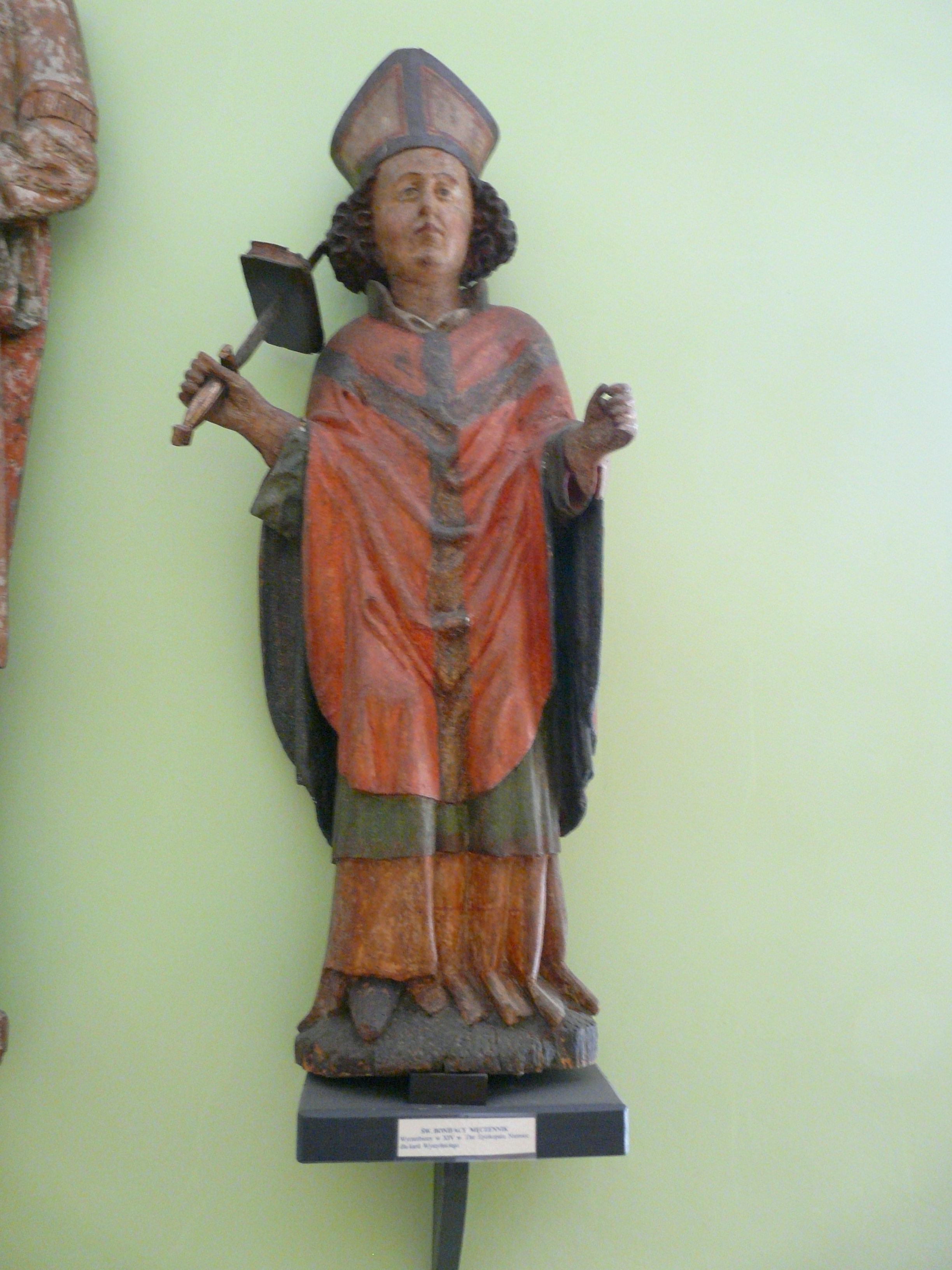
Talla del s. XV (Museu Diocesà a Gniezno)
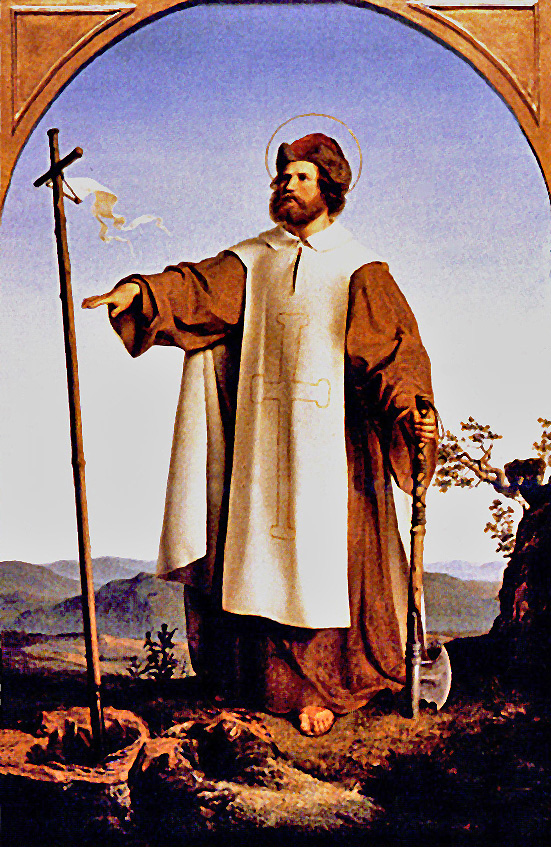
Pintura per Alfred Rethel (1832)
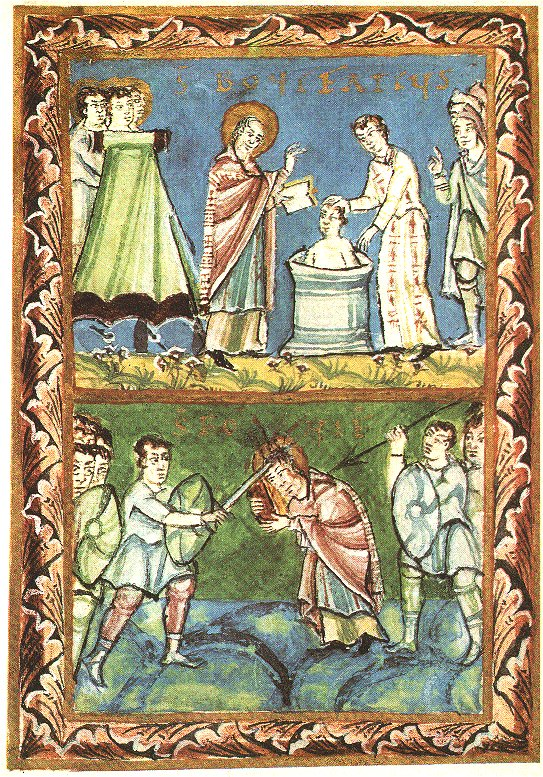
El sant batejant i el seu martiri, miniatures del Sacramentari de Fulda (s. XI).
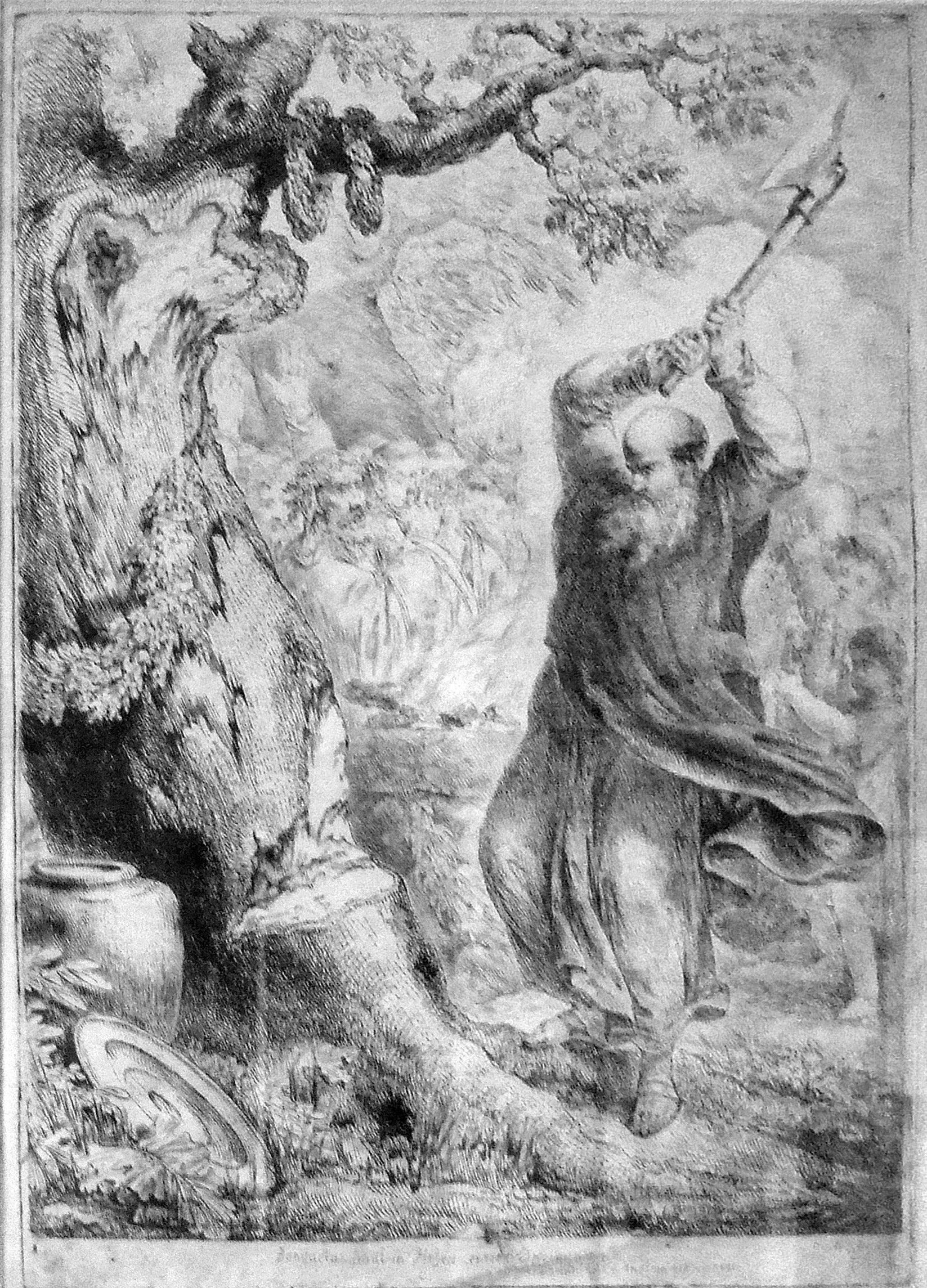
Sant Bonifaci tallant el roure, gravat de Bernhard Rhode (1781)
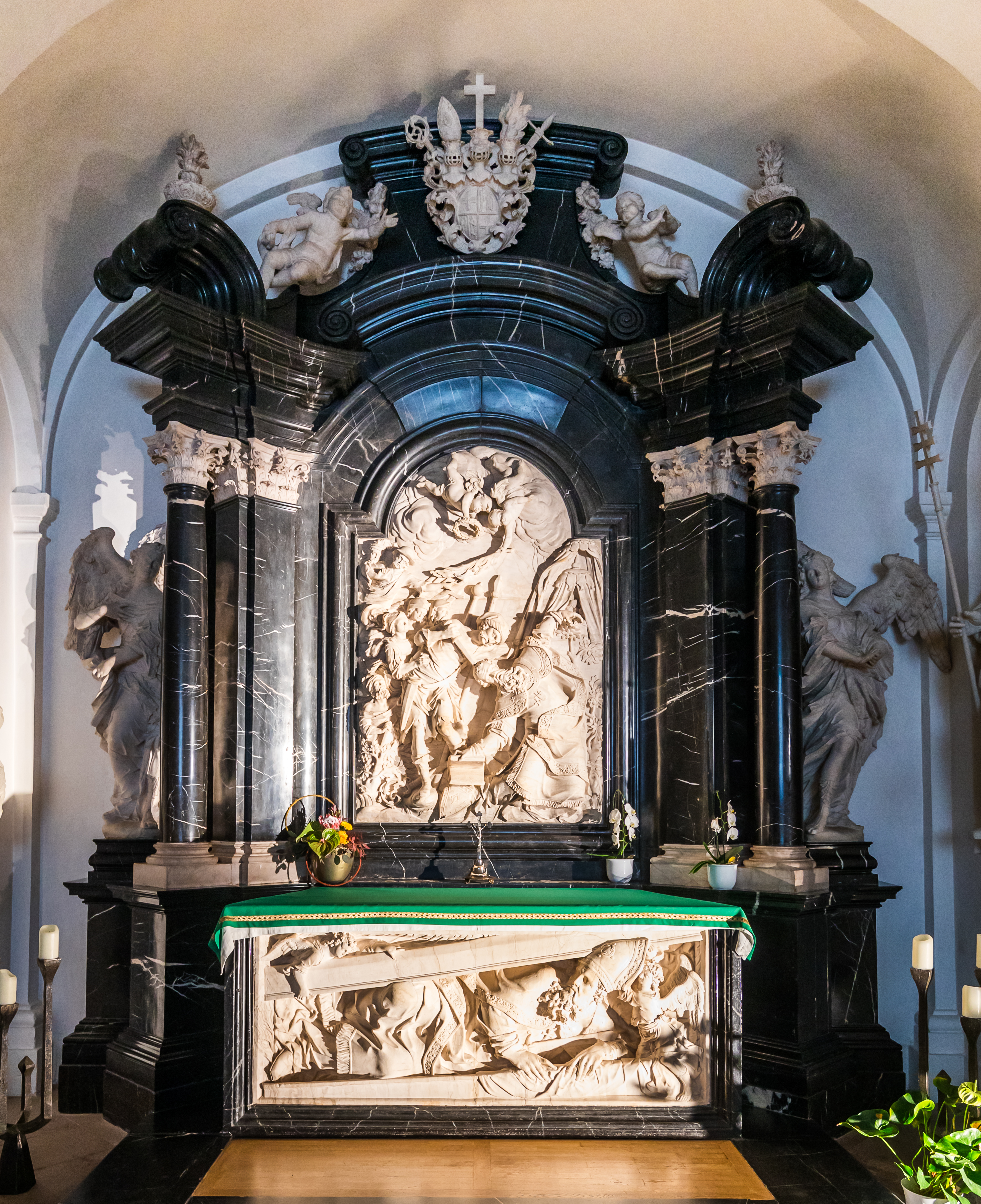
Sepulcre a la cripta de la Catedral de Fulda
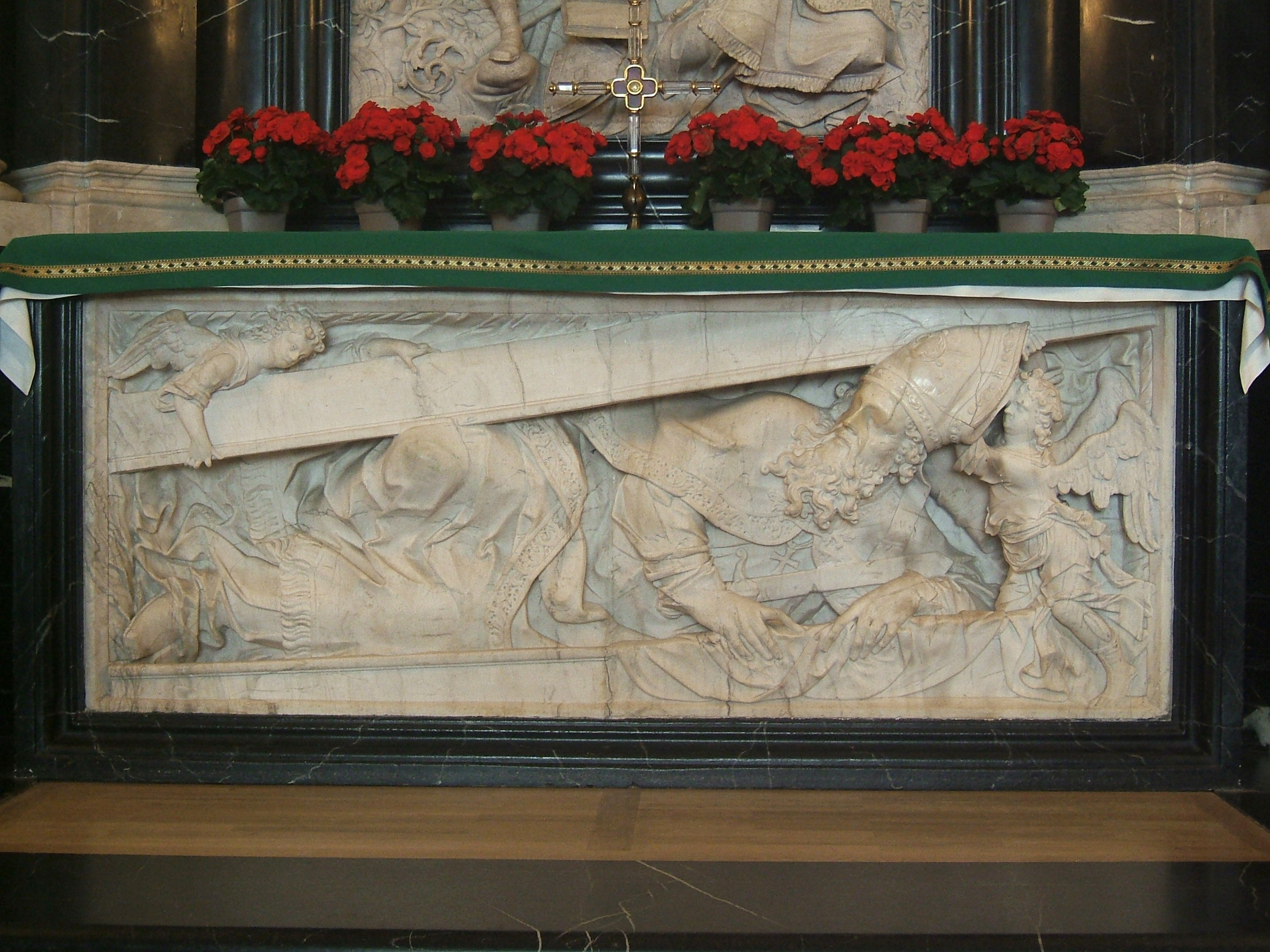
Tomba del sant
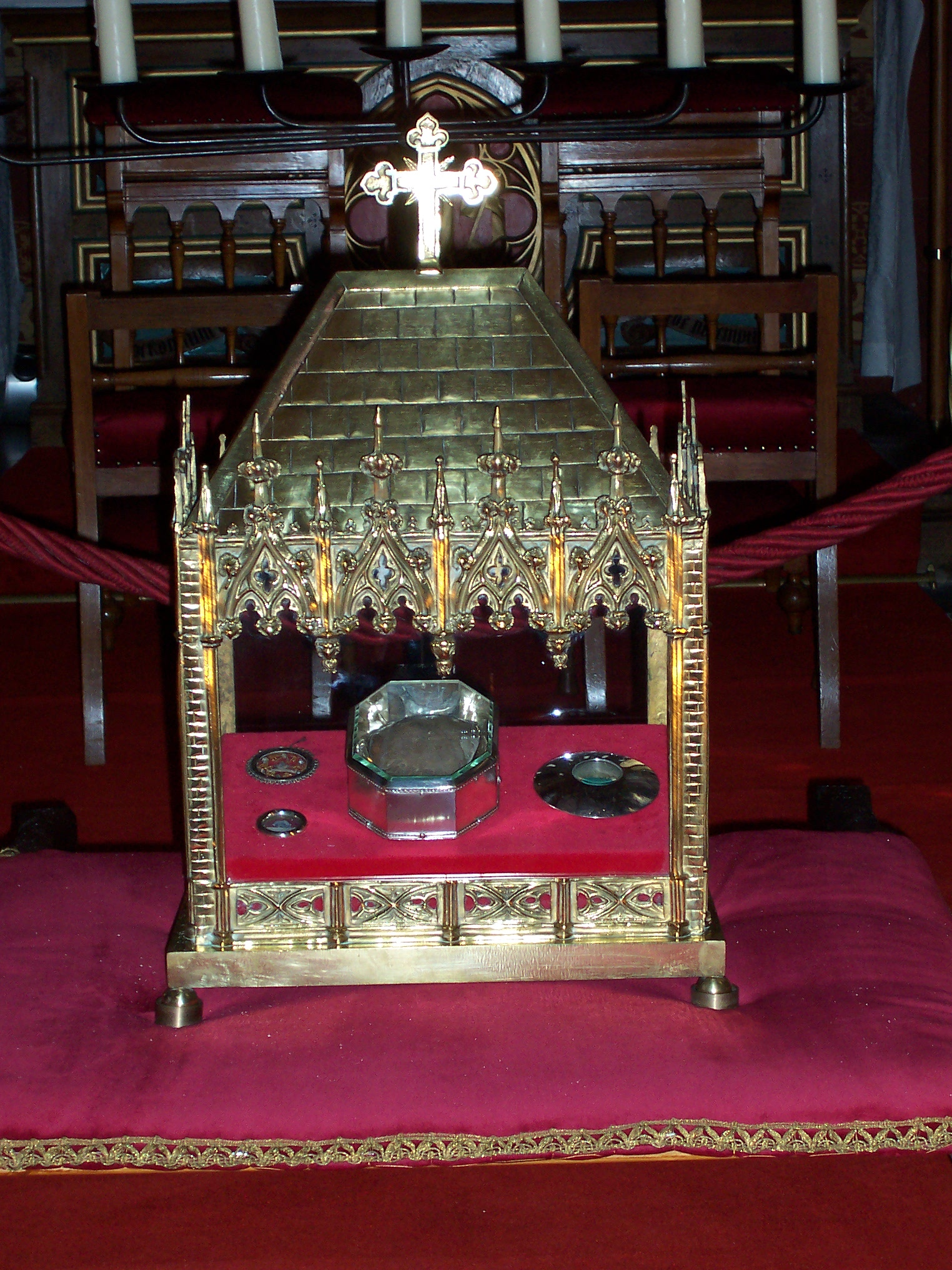
Reliquiari a Dokkum, a Sint-Bonifatiustsjerke